# Cá mối hoa
Cá mối hoa, danh pháp khoa học Trachinocephalus trachinus, là một loài cá thuộc chi Trachinocephalus.
Cho tới năm 2016 người ta cho rằng chi này chỉ chứa 1 loài với danh pháp Trachinocephalus myops với sự phân bố gần như vòng quanh vùng biển nhiệt đới toàn cầu. Nghiên cứu năm 2016 của Polanco et al. chia tổ hợp loài này thành 3 loài, trong đó các quần thể ở Ấn Độ Dương và tây Thái Bình Dương được tách ra như là T. trachinus.
Tại Ấn Độ Dương-Thái Bình Dương nó được tìm thấy dọc theo Đông Phi, Hồng Hải, vịnh Ba Tư, Ấn Độ, Indonesia, Philippines, Nhật Bản, bắc Australia và quần đảo Hawaii.
Tình trạng bảo tồn toàn cầu hiện tại theo đánh giá của IUCN là lấy theo T. myops nghĩa rộng.